# Recolor
Recolor est un cultivar de pommier domestique.
Nom botanique: Malus domestica Borkh Recolor

## Droits
Variété enregistrée au registre de l'Union européenne:
- Numéro de variété : 30384
- Date d'inscription : 26/11/2010
- Demandeur : Julius Kühn-Institut

## Origine
("Julius Kühn-Institut" et "Bundesforschungsinstitut für Kulturpfl anzen", Allemagne)

- Protection : depuis 2006.
- Obtenteur : C. Fisher, Institut de Dresde-Pillnitz, Allemagne[2].

## Description
- Epicarpe : rouge.
- Calibre : moyen.

## Parenté
La pomme Recolor résulte du croisement de deux variétés résistantes à la tavelure Regine × Reglindis.

## Pollinisation
Cultivar diploïde.

Pollinisé par : Golden Delicious, Idared, Reanda.

## Maladies
La variété Recolor est multirésistante.

## Culture
- Maturité : mi-septembre[3].
- Consommation : un bon mois.

La multirésistance du cultivar aux maladies permet de réduire les traitements chimiques. Cette variété est donc respectueuse de l'environnement.